# Jordi Baiget
Jordi Baiget Cantons (Balaguer, 30 de diciembre de 1963) es un político español. Fue consejero de Empresa y Conocimiento de la Generalidad de Cataluña entre enero de 2016 y julio de 2017. Militante de Convergencia Democrática de Cataluña y posteriormente del PDeCAT, fue secretario del Gobierno de Cataluña entre 2012 y 2016.

## Biografía
Nacido en Balaguer, desde muy pequeño marchó a vivir con su familia a Tarrasa. Es licenciado en Ciencias Económicas por la Universidad Autónoma de Barcelona. En la misma universidad cursó estudios de posgrado en Análisis Económico y ejerció de profesor ayudante de la Facultad de Economía y Empresa.

## Trayectoria
Militante de Convergencia Democrática de Cataluña desde el año 1996, en el 15º Congreso de CDC formó parte de su Comité Ejecutivo Nacional. De joven había militado a la Joventut Nacionalista de Catalunya y durante sus estudios universitarios había militado a la Federació Nacional d'Estudiants de Catalunya (1985). Entró a formar parte del Servicio de Estudios del Grupo Parlamentario Catalán de Convergència i Unió (CiU) para colaborar en el asesoramiento en aspectos económicos, sectoriales y sociales. Ha sido también secretario del Grupo Parlamentario de CiU en el Congreso de los Diputados.
Desde el año 2004 es coordinador técnico de los grupos parlamentarios de CiU en Cataluña y a las Cortes Generales. Durante la IX Legislatura de la Generalidad de Cataluña, que tuvo lugar del 16 de diciembre de 2010 al 25 de noviembre de 2012, fue director general de Coordinación Interdepartamental del Gobierno de Cataluña, cargo que asumió el 4 de enero de 2011 hasta el 27 de diciembre de 2012, momento en el que fue nombrado secretario del Gobierno de la X Legislatura.
Jordi Baiget fue consejero de Túneles y Accesos de Barcelona hasta agosto de 2014. También ha sido vicepresidente tercero del Centro de Telecomunicaciones y Tecnologías de la Información de la Generalidad y vocal de la Junta de Gobierno del Instituto Catalán de Finanzas y del Consejo de Administración de Infraestructuras de la Generalidad de Cataluña. También ha presidido la Entidad Autónoma del Diario Oficial y de Publicaciones de la Generalidad y ha sido miembro del Consejo de Administración de Circuitos de Cataluña.
El 14 de enero de 2016 tomó posesión del cargo de consejero de Empresa y Conocimiento de la Generalidad, después de ser nombrado el día antes por el presidente de la Generalidad, Carles Puigdemont. El 2 de julio de 2017 sorprendió al Gobierno y a la opinión pública considerando que el referéndum del 1 de octubre podría acabar siendo como la consulta del 9 de noviembre. El mismo día fue cesado por el presidente de la Generalidad, Carles Puigdemont. Santi Vila asumió la consejería.